# مدرسه حاج سلطان العلماء
مدرسه حاج سلطان العلماء یا مدرسه علمیه حاج سلطان مدرسه‌ای تاریخی مربوط به اواخر دوره قاجار است و در کاشمر، خیابان امام خمینی، میدان مرکزی شهر واقع شده و این اثر در تاریخ ۵ تیر ۱۳۸۴ با شمارهٔ ثبت ۱۱۹۲۹ به‌عنوان یکی از آثار ملی ایران به ثبت رسیده است. این بنا توسط حاج ملاهادی سلطان العلما وقف و در زمان قاجاریان ساخته شده است.

## مشخصات
این مدرسه دارای یک صحن مرکزی و از چهار طرف توسط حجره‌های دوطبقه و دو ایوان شمالی و جنوبی احاطه شده است و ۴۰ اتاق مخصوص طلاب به یکی از مدارس علمیه معروف در استان خراسان رضوی و شهرستان کاشمر شناخته شده است. به گزارش خبرگزاری مهر قسمتی بنا به دلیل بی‌توجهی تخریب گردیده است.

## نگارخانه

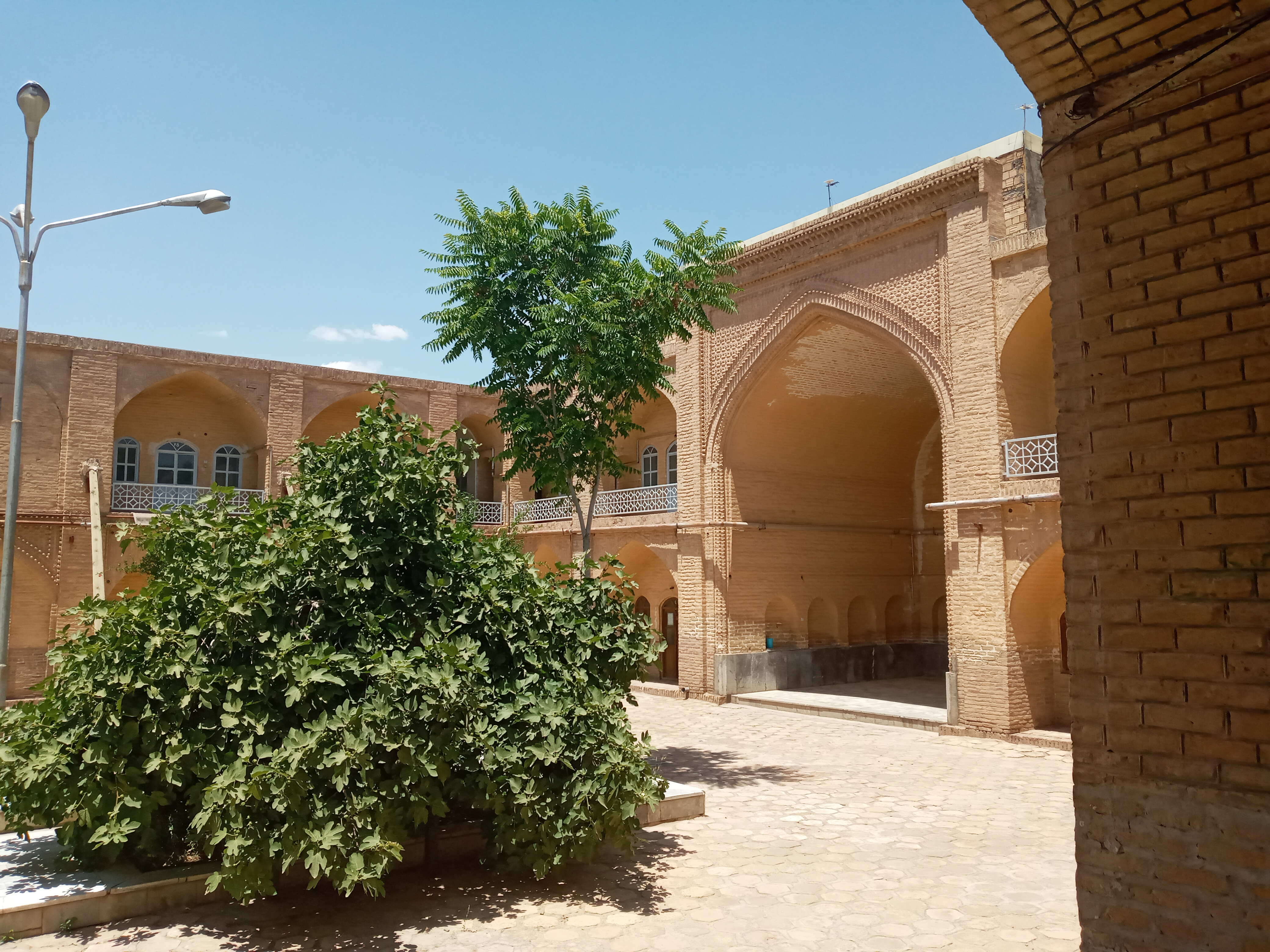
نمایی از مدرسه
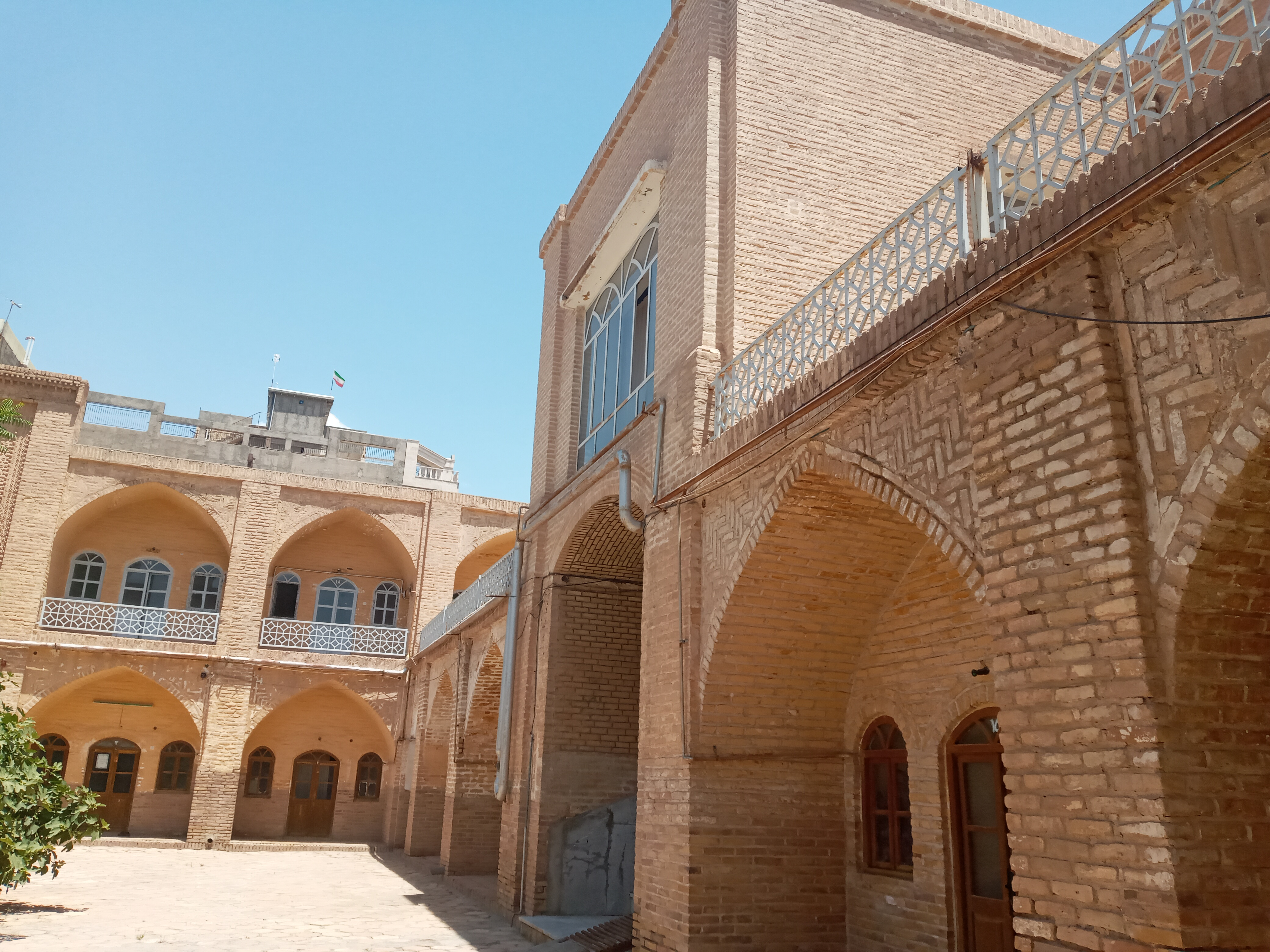
نمایی از مدرسه
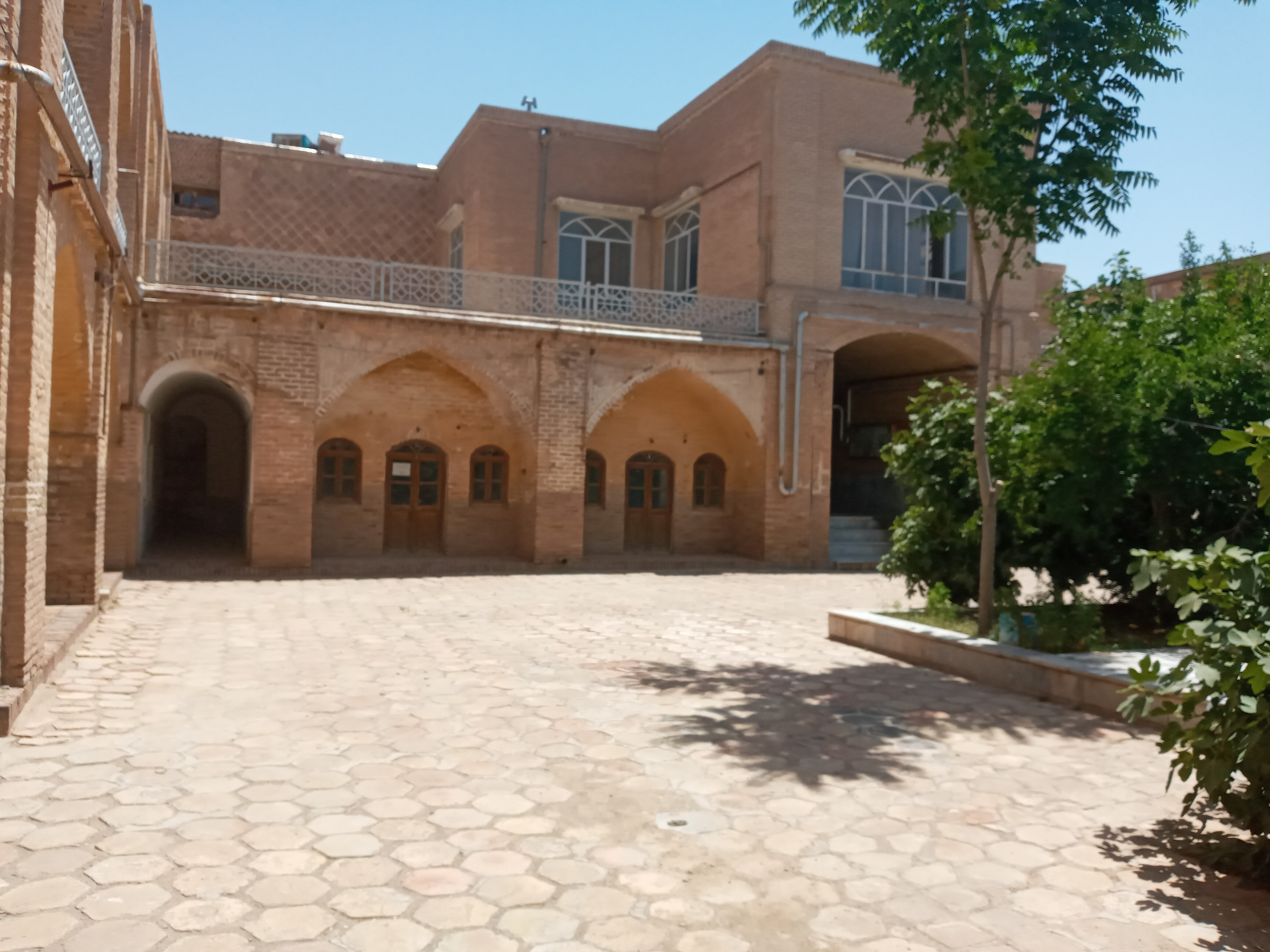
نمایی از مدرسه
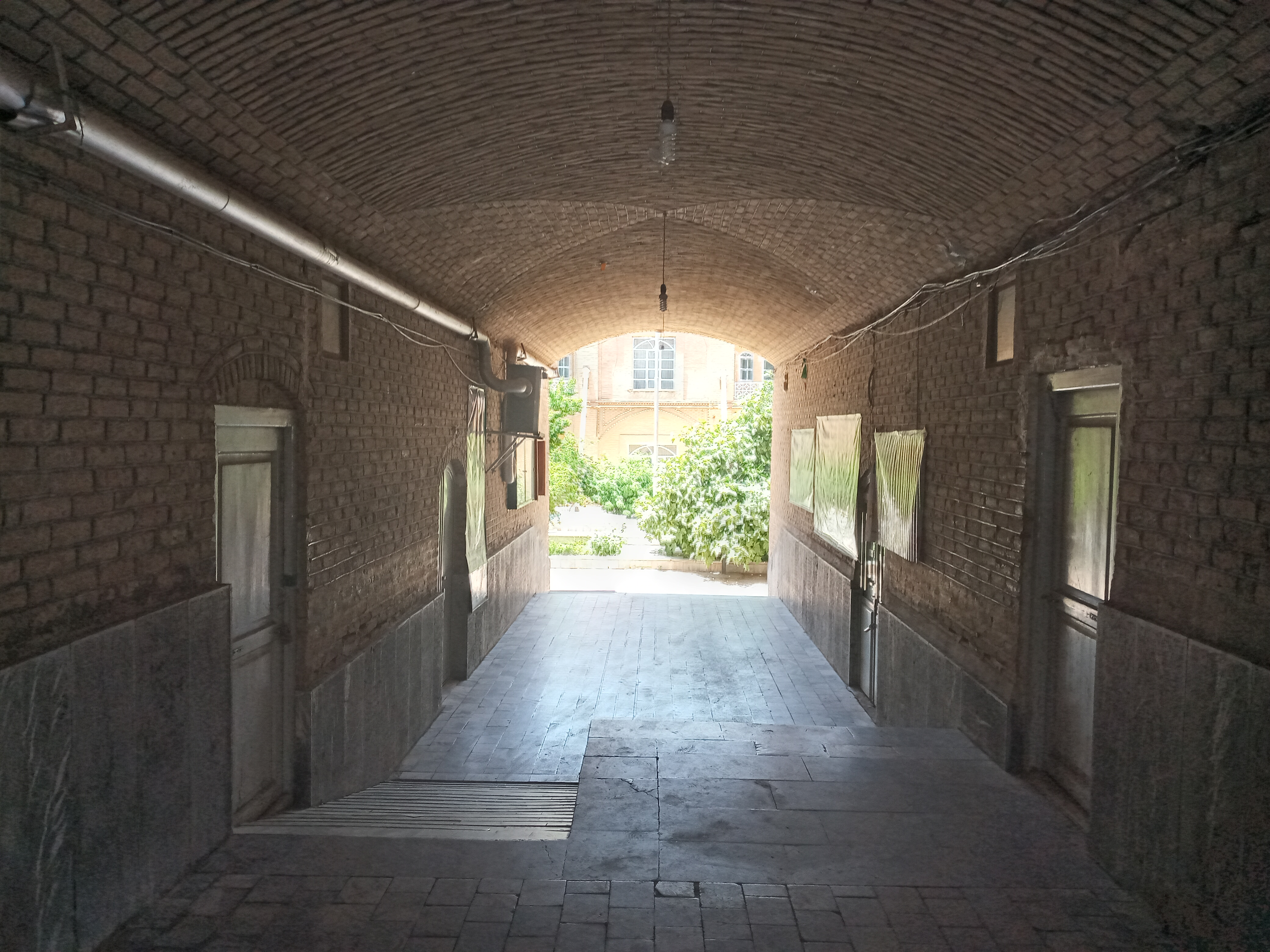
ورودی مدرسه
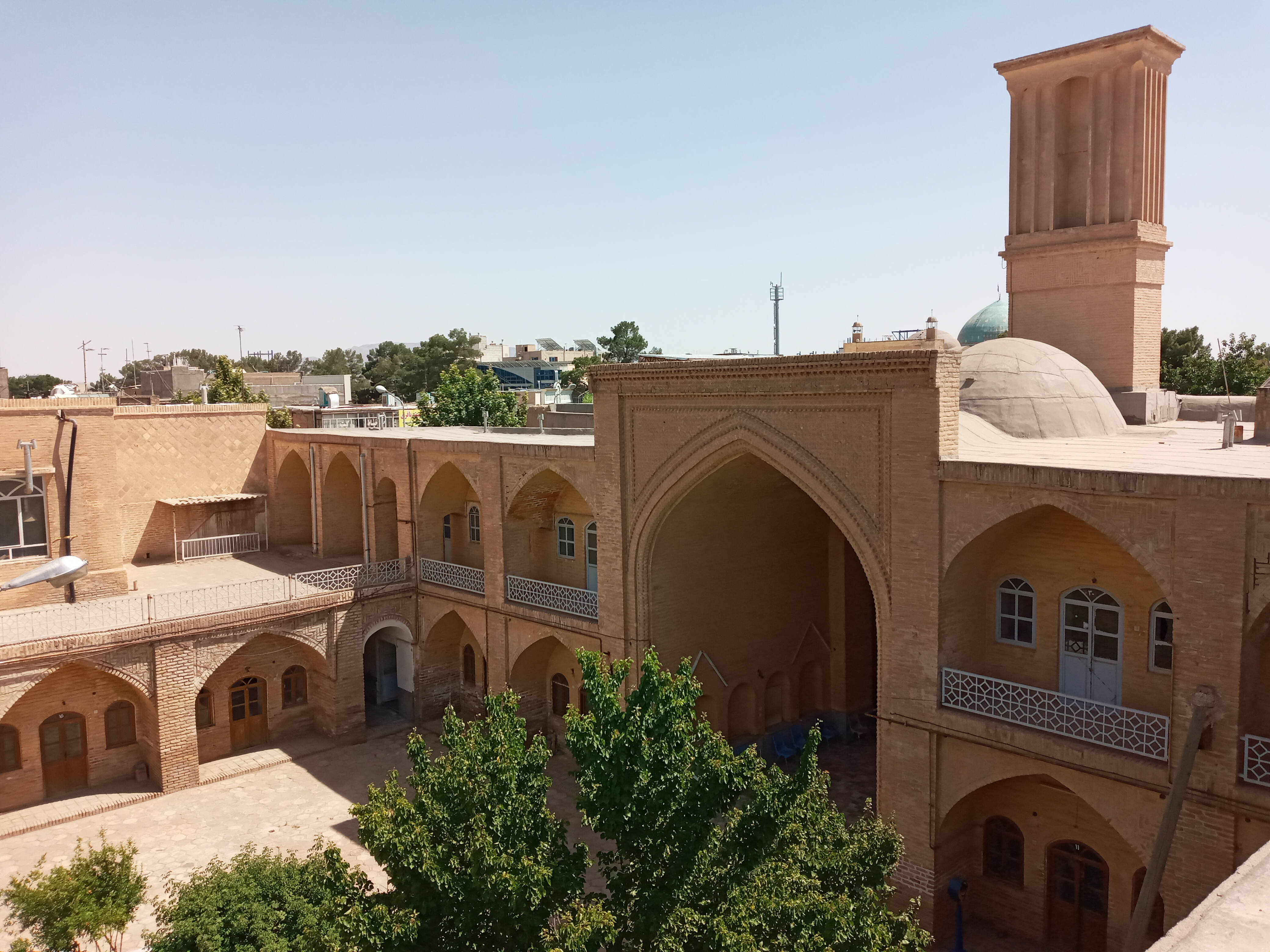
نمای هوایی
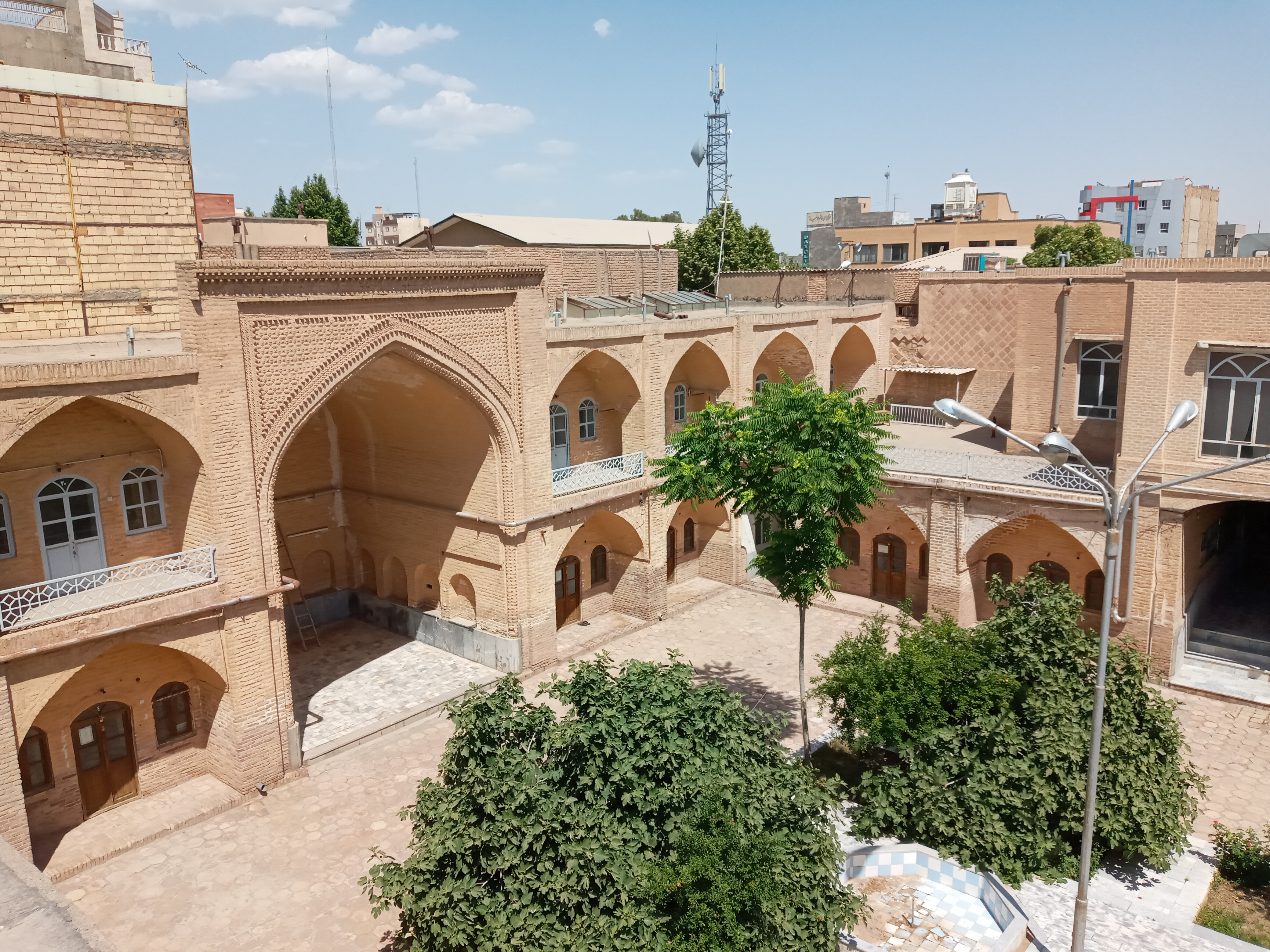
نمای هوایی
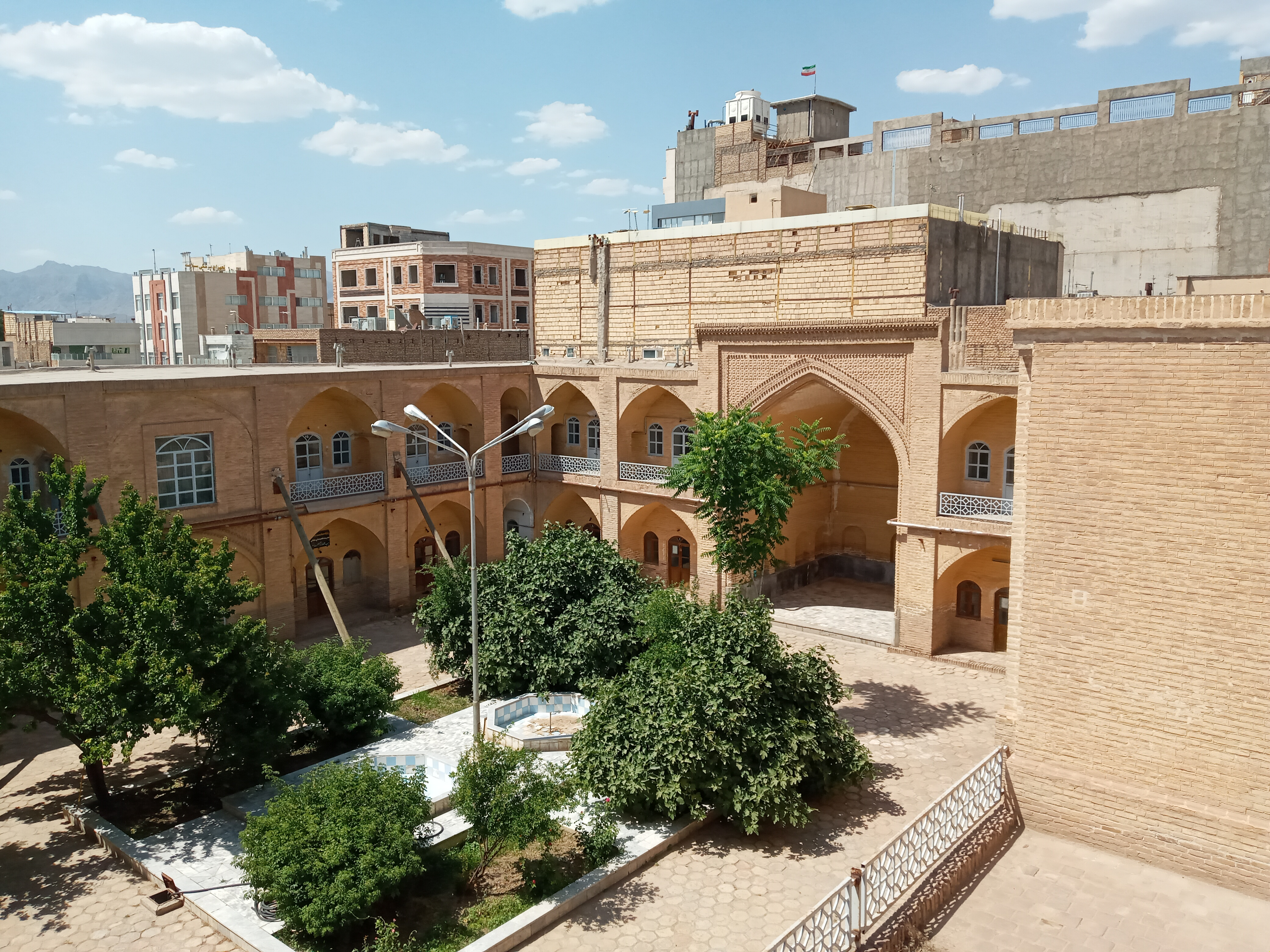
نمای هوایی
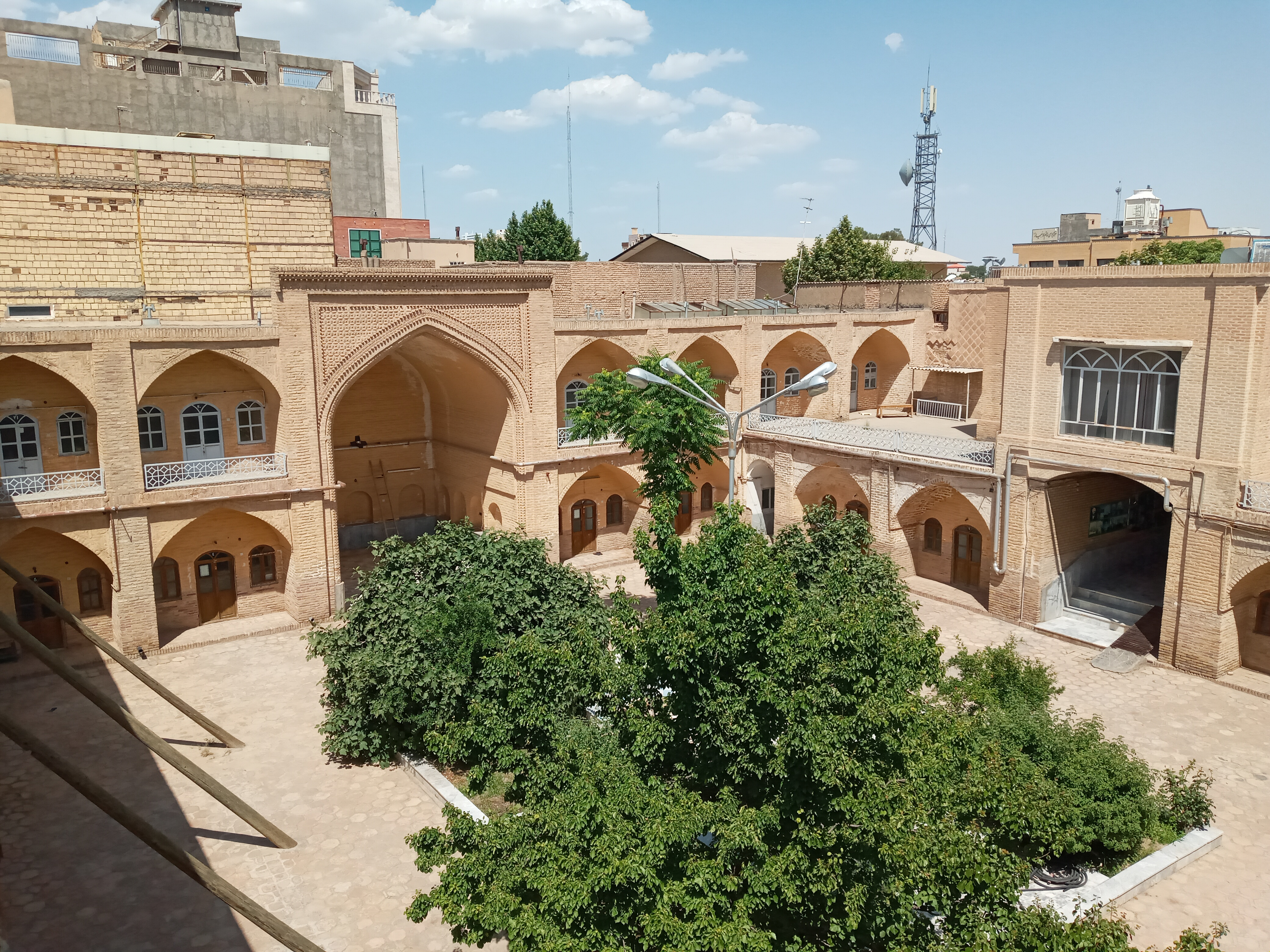
نمای هوایی